# بیماری ادرار سیاه
بیماری ادرار سیاه یا آلکاپتونوری (به انگلیسی: Alkaptonuria) یک بیماری ژنتیکی است که از اختلال در متابولیسم آمینواسیدهای فنیل آلانین و تیروزین ناشی می‌شود. در این بیماری نوزادان توانایی فروگشت اسید هموجنتیسیک را ندارند و این ماده وارد خون و ادرار آن‌ها می‌شود. اسید هموجنتیسیک یکی از متابولیت‌های تیروزین است. در این بیماری ژن آنزیم "هموجنتیستیک اسید اکسیداز" ( با نام کاملِ هموجنتیسات ۱و۲-دی اکسیژناز و با علامت اختصاری HGD) جهش یافته‌است.
لازم به ذکر است که فرد ژن‌های سازنده آنزیم اسید هموجنتیسیک را به صورت ناقص دریافت میکند و مشکل ژنتیکی است.

## تاریخچه
این بیماری نخستین بار توسط آرچیبلد ادوارد گرود، پزشک انگلیسی، در سال 1909 میلادی معرفی شد.
گرو با کشف این بیماری موفق شد بین یک نقص ژنی(بیماری آلکاپتونوریا) و یک نقص آنزیمی (نبود آنزیم هموجنتیسیک اسید اکسیداز) ارتباط ایجاد کند که با این امر اندیشه‌های اولیه نظریه یک ژن یک آنزیم شکل گرفت. هرچند گرو موفق به ارائه نظریه یک ژن یک آنزیم نشد ولی در سال ۱۹۴۰ دو محقق به نام‌های جرج بیدل و ادوارد تیتوم این نظریه را ارائه کردند.

## همه‌گیرشناسی و سبب‌شناسی
بیماری ادرار سیاه یک بیماری بسیار نادر متابولیکی می‌باشد که به صورت اتوزوم مغلوب به ارث می‌رسد. نتیجه این اختلال ژنتیکی، تجمع اسید هموجنتیسیک در بافت‌های همبند، غضروف و رگ‌ها بوده و دفع آن از ادرار می باشد.

## علایم و نشانه‌ها
در اثر تجمع اسید هموجنتیسیک در بدن، تخریب گسترده مفاصل (بویژه در غضروف‌های مهره کمر، که منجر به بروز زودهنگام کمردرد در دوران جوانی می گردد) و تشکیل سنگ در کلیه‌ها و پروستات رخ می‌دهد. رسوب این ماده در دریچه‌های قلب (بویژه دریچه آئورت و میترال) موجب اختلالات دریچه‌ای قلب می‌شود. در مراحل پیشرفته بیماری، حتی رنگ پوست و چشم‌ها هم ممکن است برنگ قهوه‌ای تیره مبدل شود که به این حالت در پزشکی اصطلاحاً آکرونوسیس (Ochronosis) گفته میشود و علت آن تجمع اسید هموجنتیسیک در بافت همبند است. دراین بیماری به علت تجزیه نشدن اسید هموجنتیسیک، ادرار در مجاورت با هوا، سیاه رنگ می‌شود.

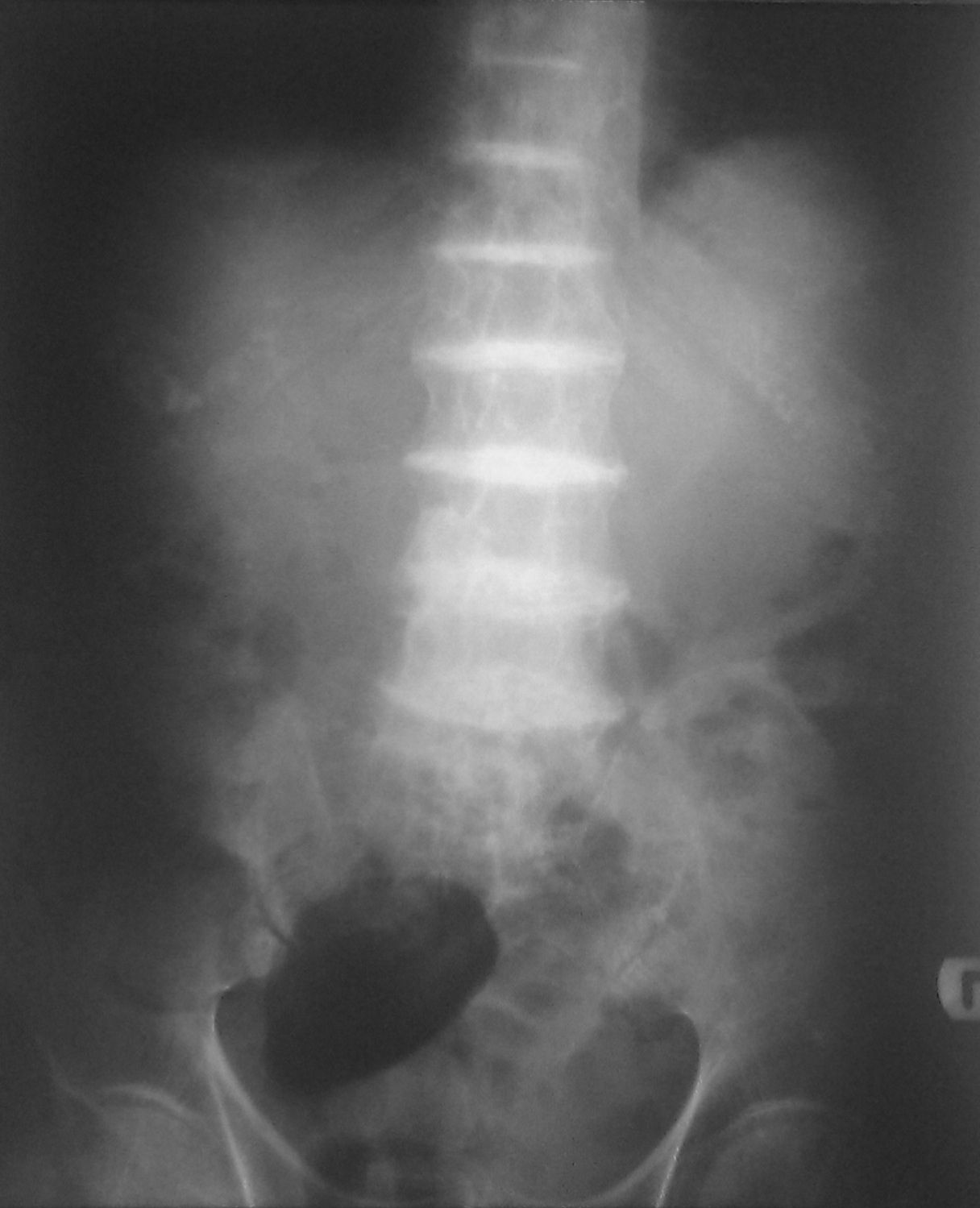
کلسیفیکاسیون دیسک‌های بین مهرهای در آلکاپتونوری

## درمان
در یک مورد که بیمار به علت هپاتیت ب و سیروز ناشی از آن تحت پیوند کبد قرار گرفت علایم بیماری بعد از پیوند برطرف گردید.
برای درمان این بیماری از رژیم غذایی که بدون تیروزین باشد استفاده می‌شود.